# TG16型柴油机车
TG16型柴油机车是苏联的窄轨干线柴油机车车型之一，由柳季诺沃斯基内燃机车制造厂设计制造，运用于萨哈林铁路，1966年至1974年间共生产95台，用于替换日本制造的D51型蒸汽機車。TG16型机车是双节重联的客货运通用窄轨柴油机车，采用液力传动。首台样车（001）装用宽轨转向架，因此又被定型为TG20（ТГ20）型。
2011年6月，俄罗斯铁路公司订购了40台新型的TG16M（ТГ16М）型柴油机车，并要求在2015年前全部交付，替换老旧的TG16型机车。